# Ordinul NKVD Nr. 00485
Ordinul NKVD Nr. 00485 emis pe 11 august 1937 a declanșat o campanie de purificare etnică antipoloneză, care a pus bazele eliminării sistematice a minorității poloneze din Uniunea Sovietică între anii 1937 – 1938. Ordinul numit „Cu privire la lichidarea grupurilor diversioniste și de spionaj poloneze și a grupurilor și organizațiilor POW”(rusă О ликвидации польских диверсионно-шпионских групп и организаций ПОВ). Ordinul a fost aprobat la 9 august 1937 de Biroul Politic al CC al PCUS și a fost semnat două zile mai târziu de Nikolai Ejov, comisarul poporului pentru afaceri interne.
Operațiunea a fost în centrul operațiunilor naționale ale NKVD-ului și a fost cea mai mare acțiune de executare prin împușcare motivată etnic din timpul  Marii Terori.  

## Arestările și execuțiile
Conform ordinului, întreaga operațiune urma să fie finalizată în trei luni. Erau vizați pentru aretare și eliminare imediată persoanele din următoarele categorii: „prizonieri de război din armata poloneză care după  războiul din 1920 rămăseseră în Uniunea Sovietică, dezertorii și emigranții politici din Polonia (precum cum comuniștii polonezi admiși în Uniunea Sovietică în prin schimburi de prizonieri), foști membri ai Partidului Socialist Polonez (PPS) și ai altor partide politice antisovietice și locuitorii districtelor poloneze din regiunile de frontieră.” Ordinul a fost distribuit subdiviziunilor locale ale NKVD simultan cu „scrisoarea secretă” de treizeci de pagini a lui Ejov, în care acesta explica în ce va consta „Operațiunea poloneză”. Scrisoarea lui Ejov purta titlul „Cu privire la activitățile fasciste-rebele, de spionaj, sabotaj, defetiste și teroriste ale serviciilor poloneze de informații în URSS”, care conținea acuzații fabricate de conducerea de la Moscova a NKVD-ului.
Ordinul a vizat arestarea „absolut tuturor polonezilor” și confirma faptul că „polonezii trebuie complet distruși”.Aron Osipovici Postel, membru al Administrației NKVD de la Moscova, a explicat că, deși nu exista în ordin o expresie „toți polonezii”, scrisoarea a fost interpretată exact așa de către călăii NKVD.
Au fost afectați în mod deosebit polonezii angajați în așa-numitele sectoare „strategice” ale economiei, cum erau transporturile și telecomunicațiile (de exemplu, lucrătorii feroviari șipoștali), industria de apărare, forțele armate și serviciile de securitate, precum și membrii organizațiilor culturale poloneze. Ordinul a creat un corp de judecată extrajudiciară compus din doi soldați NKVD, așa-numita „dvoika” (din doi membri), care aveau sarcina să completeze documentele primare. Ordinul stabilea așa-numita "procedură album" a condamnărilor: listele celor condamnați deja în timpul investigațiilor inițiale de organele NKVD inferioare au fost strânse în „albume” de organele NKVD de rang mediu și trimise la NKVD pentru aprobare. După aprobare, condamnările (împușcare sau închisoare) au fost imediat puse în aplicare.
O procedură similară a fost aplicată și în cazul altor operațiuni naționale din 1937–1938: letonă, germană, greacă și altele. Procedura a fost „îmbunătățită” în septembrie 1938. Pentru a accelera procesul, unitățile regionale ale NKVD-ului au fost instruite să înființeze așa-numitele „troici speciale” (care nu trebuie confundate cu troicile regionale stabilite în temeiul Ordinul NKVD Nr. 00447) autorizate să judece cazurile de „operațiuni naționale” la nivel local.
Conform documentelor oficiale ale statului sovietic, operațiunea antipoloneză a NKVD-ului a afectat 139.815 persoane, dintre care 111.071 au fost condamnate la moarte fără proces și executate imediat după pronunțarea „sentinței”.